# Zagórie (Krasnoiarsk)
|  | Per a altres significats, vegeu «Zagórie». |

Zagórie (en rus: Загорье) és un poble (un possiólok) del krai de Krasnoiarsk, a Rússia, que en el cens del 2010 tenia 65 habitants. Pertany al districte de Kuràguino.